# Barentszburg
Barentszburg (Russisch: Баренцбург; Barentsboerg), ook 'Barentsburg' (zonder 'z') genoemd, is de enige Russische plaats op het eiland Spitsbergen aan de Grønfjord (zijfjord van de Isfjord) en is de grootste plaats op het eiland na Longyearbyen. In de jaren negentig woonden er tussen de 1.100 en 1.450 inwoners, hetgeen in 1999 was gedaald tot 939 inwoners en in 2007 tot 500 inwoners. De bevolking bestaat grotendeels uit Russen en Oekraïners. De plaats is gericht op de steenkolenmijn van het Russische bedrijf Trust Arktikugol. De laatste tijd richt men zich, net als in Longyearbyen, meer op het toerisme, omdat de mijnbouw niet meer rendabel is.
Tot 2000 was er ook nog een kleinere Russische plaats; Pyramiden. Deze plaats had in de hoogtijdagen 1000 inwoners en bij het verlaten nog ongeveer 60. Andere verlaten Russische plaatsen zijn Groemant en Oegolnaja Boechta ("steenkolenbaai").

## Geschiedenis
De naam Barentsburg – zonder z – werd in 1924, door de directie van de N.V. Nederlandsche Spitsbergen Compagnie (Nespico) uit Rotterdam, gegeven aan de Nederlandse mijnbouwnederzetting die voorheen simpelweg vernoemd werd naar het fjord waar het lag, Green Harbour. De nieuwe naam was een eerbetoon aan de Nederlandse navigator Willem Barentsz die in 1596 Spitsbergen ontdekte. In 1920 vernoemden dezelfde Nederlandse ondernemers de eerder gestichte nederzetting op Bohemanflya, Rijpsburg, al naar een van de kapiteins van de expeditie van 1596.
De Rotterdamse rederij N.V. Van der Eb & Dresselhuys’ Scheepvaart Maatschappij verwierf in 1920 het eigendom van de steenkolenlagen tussen Green Harbour en het verder oostelijk gelegen fjord Coles Bay. Om de exploitatie van steenkool ter hand te nemen werd eind 1920 de Nederlandsche Spitsbergen Compagnie opgericht. Dit bedrijf investeerde in de volgende jaren in een moderne mijn en bijbehorende nederzetting die toegerust was op grootschalige exploitatie van steenkool.
De mijnbouwnederzetting Barentszburg was in 1926 gereed voor productie en verscheping van ruim 500.000 ton steenkool per jaar, maar werd vanwege financiële problemen niet in bedrijf gesteld. De directie liet de mijn in de volgende jaren bewaken door een klein aantal mensen. Een mislukte reddingsexpeditie naar de gestrande Italiaanse poolreiziger Umberto Nobile zou een van hen, Sjef van Dongen, in 1928 een bekende Nederlander maken.
Omdat de financiële problemen aanhielden, was de Nederlandsche Spitsbergen Compagnie uiteindelijk genoodzaakt al haar claims op Spitsbergen, waaronder Barentszburg, te verkopen. In 1932 nam het Sovjet Staatsbedrijf Trust Arktikugol de Nederlandse eigendommen op Spitsbergen over. De Trust Arktikugol stelde de Barentszburgmijn direct in gebruik. Met verkoop verdiende de Nederlandsche Spitsbergen Compagnie slechts een fractie van de vele geïnvesteerde miljoenen terug. De aandeelhouders kregen ongeveer 10% van hun aandeel uitbetaald, het bedrijf werd geliquideerd.
Op 9 februari 1920 werd in een conferentie in Parijs met het Spitsbergenverdrag het eiland Spitsbergen onder Noors toezicht geplaatst. Noorwegen eigende zich het eiland echter niet toe maar liet in het verdrag toe dat buitenlandse maatschappijen er onder eigen regels konden werken, zonder volledig rekening te houden met Noorse toezicht. Milieuwetgeving is echter wel voor alle participanten van toepassing. Ongeveer 40 landen tekenden het verdrag, waaronder Rusland in 1924.

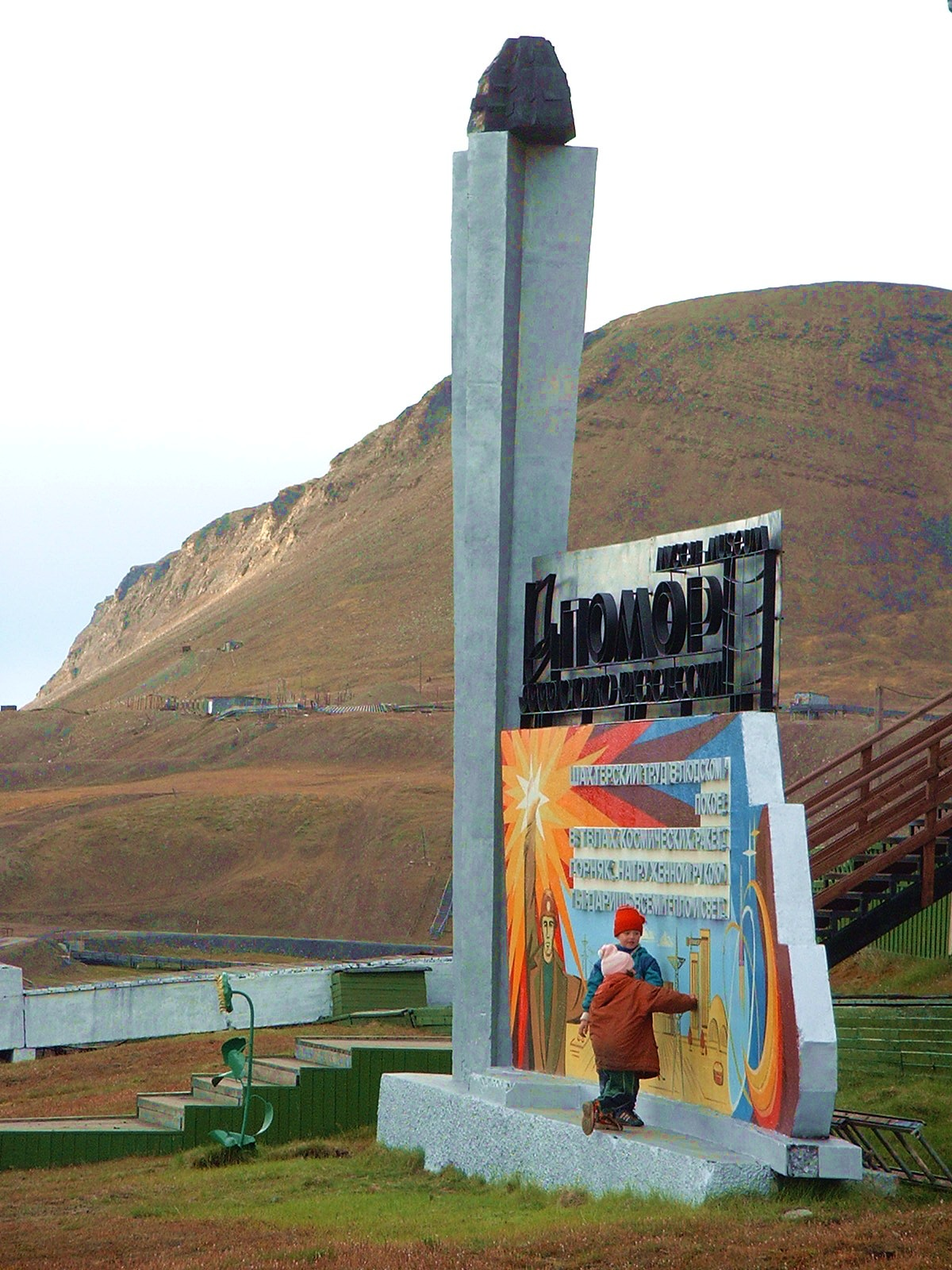
Monument voor de mijnbouw voor het Pomorenmuseum

In de Tweede Wereldoorlog werd Barentszburg vrijwel geheel vernietigd door de kanonnen van het Duitse slagschip Tirpitz.
Het Spitsbergenverdrag leverde voor de Russen naast steenkoolconcessies ook de mogelijkheid op (na de Tweede Wereldoorlog) om in de Koude Oorlog de buren in Longyearbyen te bespieden. Bij het helikopterplatform was daarvoor een radiozender geplaatst in die tijd.
De stad was verboden gebied in de tijd van de Sovjet-Unie, in verband met de strategische ligging van de plaats. In verband met het verbod hierop in het Spitsbergenverdrag werden er echter geen militaire activiteiten ontplooid in die tijd.
In de jaren 90 werd het verbod weer opgeheven.
Gedurende de jaren zijn er in de mijnbouw veel doden gevallen. Alleen al in 1997 vielen er 23 doden in een mijnbrand. Over de Sovjetperiode zijn geen cijfers bekend. Overigens vielen ook in de Noorse mijnen veel doden door ongelukken.
In 1996 stortte een vliegtuig met 141 inzittenden, waaronder families van mijnbouwers uit Oekraïne, neer in een zware storm boven Adventdalen. Hiervoor is een kapelletje opgericht in het midden van de plaats.
De laatste jaren is de steenkoolopbrengst teruggelopen en kampt Arktikoegol al een aantal jaar met verliezen. Uitbreiding van de mijnbouwconcessies is echter nauwelijks mogelijk omdat de Noorse overheid het grootste deel van het eiland tot natuurgebied heeft uitgeroepen om het te beschermen en bovendien een aantal restricties heeft opgelegd aan de visvangst en aan het gebruik van motorscooters en ander gemotoriseerde voertuigen. Rusland en Noorwegen hebben al meerdere malen ruzie gehad over het overige gebied. Noorwegen heeft ten zuiden van Longyearbyen een groot concessiegebied; Rusland wil de plaats echter niet opgeven, vanwege het strategische belang en probeert daarom nu meer in te zetten op toerisme.

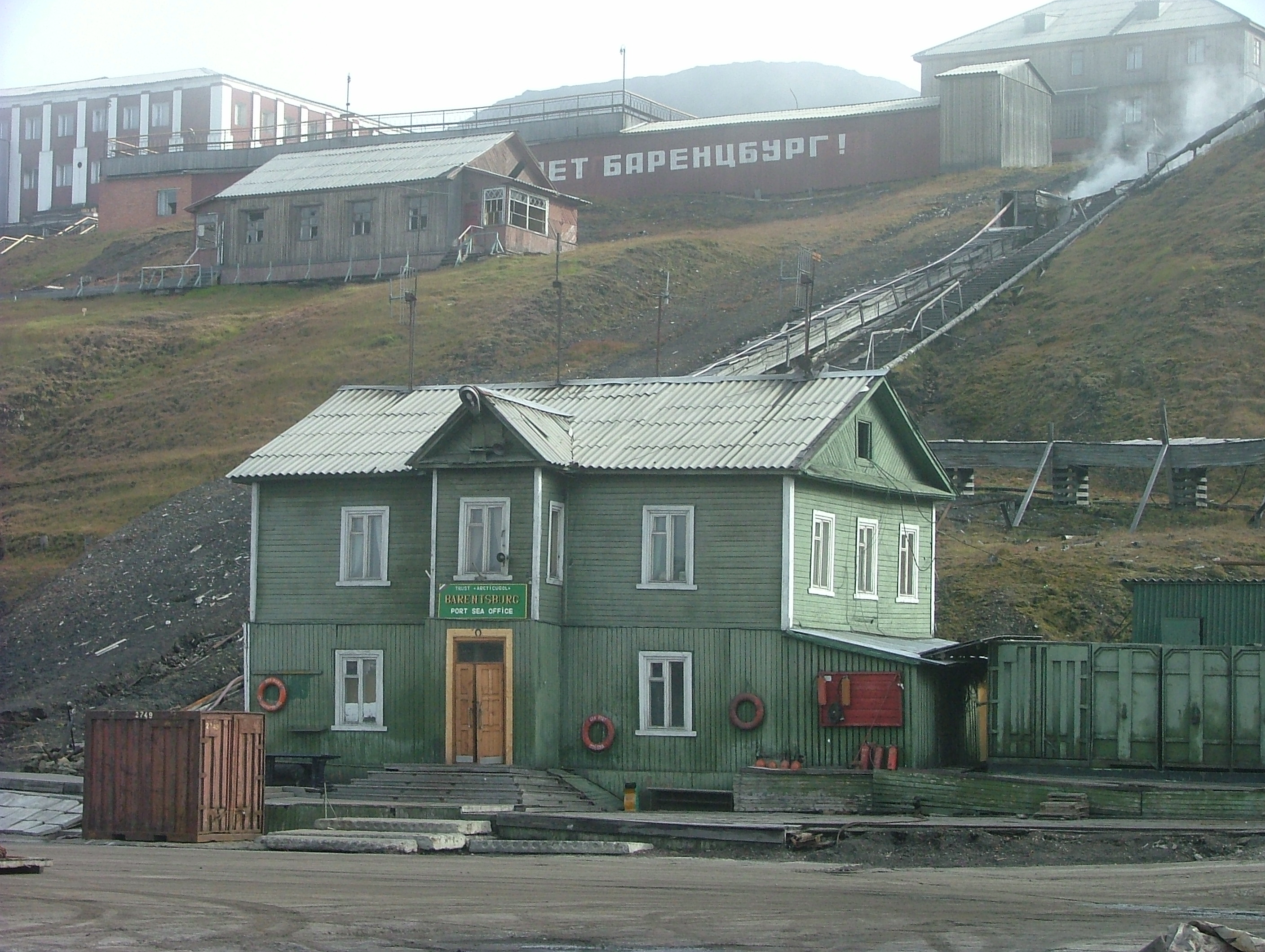
Barentszburg gezien vanaf de haven

## Faciliteiten en bezienswaardigheden
De plaats bezit, net als veel andere afgelegen Russische plaatsen nog veel communistische symbolen. In de plaats staat (nog steeds) een borstbeeld van Lenin en de plaats bestaat grotendeels uit modernistische Sovjetgebouwen. Er bevindt zich sinds 1983 ook een Russisch consulaat. In de plaats ligt het Pomoren-museum (Po=over, Mor=de zee; vroegere Russische handelszeevaarders van de Witte Zeekust). Ook heeft de plaats een Barentsburg-hotel.
Ten noordoosten van de plaats liggen de verlaten Russische nederzettingen Oegolnaja Boechta (Noors: Colesbukta) en Groemant (Noors: Grumantbyen).

## Rusland en Noorwegen
Barentszburg en de Noorse plaats Longyearbyen hebben weinig contact. De plaatsen liggen met 55 kilometer relatief dicht bij elkaar, maar er zijn geen wegen die de beide plaatsen verbinden. De politieke status van de Russische plaats is de laatste tijd aanleiding geweest voor discussie. Officieel is met het Spitsbergenverdrag vastgesteld dat Noorwegen het gebied beheert. Of de Russische afgevaardigde, de consul van Barentszburg, dit ook nog steeds zo interpreteert is nog maar de vraag. Dit bleek in april 2005 toen een Noorse helikopter een landing maakte op de helikopterlandingsplaats in Barentszburg. De consul van Rusland vond dat deze illegaal was en niet in het dorp zelf had mogen plaatsvinden zonder zijn toestemming.